# Battlestar Galactica (serial din 1978)
Battlestar Galactica este un serial de televiziune american science fiction, creat de Glen A. Larson, prima producție a francizei media Battlestar Galactica.  Avându-i în rolurile principale pe Lorne Greene, Richard Hatch și Dirk Benedict, serialul a avut doar un sezon care a avut premiera în 1978–79.  După anulare, povestea a fost continuată în 1980 ca Galactica 1980 cu Adama, Locotenent Boomer (acum colonel) și Boxey (acum numit Troy) fiind singurele personaje din serialul original. Mai multe cărți au fost scrise pentru a continua povestirile.
Serialul a fost refăcut în 2003, începând cu un mini-serial de trei ore urmat de  un episod săptămânal în perioada 2004–2009.  Un film artistic care să refacă unele aspecte ale serialului este în faza de pre-producție, urmând să apară în 2013 în regia lui  Bryan Singer, beneficiind de participarea creatorului seriei originale, Glen A. Larson.

## Introducere
Serialul începe cu o narațiune rostită de Patrick Macnee:
„Sunt unii care cred că viața de aici a început acolo, foarte departe în Univers, cu triburi de oameni care ar fi putut fi strămoșii egiptenilor... sau ai toltecilor... ori ai mayașilor... că ei ar fi putut fi arhitecții mărețelor piramide, ori ai civilizației pierdute a Lemuriei... sau a Atlantidei.
Unii cred că încă ar mai putea fi frați ai oamenilor... care chiar acum luptă să supraviețuiască, undeva dincolo de ceruri.”
Versiunea cinematografică a episodului-pilot se termină cu ..departe, foarte departe, printre stele.

## Legături externe
- Battlestar Galactica la Allmovie
- Battlestar Galactica la Internet Movie Database
- Battlestar Galactica - The Complete Epic Series la Rotten Tomatoes
- en Battlestar Galactica la TV.com
- „Battlestar Galactica”. Official site (Sci Fi Channel). Arhivat din originalul de la 3 iunie 2004. Accesat în 26 noiembrie 2012.
- The Original Battlestar Galactica at Battlestar Wiki